# 장혜진 (양궁 선수)
장혜진(張惠珍, 1987년 5월 13일~)은 대한민국의 은퇴한 양궁 선수로 주 종목은 리커브이다. 2016년 하계 올림픽에서 여자 개인전과 단체전 금메달을 획득했다.

## 경력
1987년 5월 13일 경상북도 의성군에서 4녀 중 장녀로 태어났다. 어린 시절에 가족들과 함께 대구 달서구로 이사한 후 그 곳에서 성장했으며 대남초등학교 4학년 때 친구의 권유로 양궁을 시작했다.
대남초등학교 졸업 후 경화여자중학교와 대구체육고등학교를 거쳐 2006년 계명대학교에 입학했다. 이후 계명대 3학년 때인 2008년에 국가대표로 발탁되었으며 그 해 7월 중화민국 타이난에서 열린 2008년 세계 대학 선수권 대회에 참가하여 국제 대회에 처음 출전했다. 그녀는 이 대회에서 개인전 7위에 올랐으며 기보배, 이현주와 함께 참가한 단체전에서 러시아팀을 꺾고 금메달을 획득했다.
2010년에 대학을 졸업한 후 한국토지주택공사 양궁단에 입단했다. 2012년 국가대표에 발탁되었으나, 이성진, 최현주에 밀리는 등, 월드컵 기록과 선발전 기록에서 1점 차이로 밀려 2012년 하계 올림픽 출전에 실패했다. 2013년 세계 선수권 대회에서 윤옥희, 기보배와 함께 금메달을 획득했다. 2014년 3차 월드컵에서는 월드컵 출전 7회 만에 개인전 입상하였다.
2014년 아시안 게임에서는 정다소미, 이특영과 함께 단체전에서 금메달을 획득하였으며, 개인전에서는 정다소미에게 패해 은메달을 획득하였다. 2년 후인 2016년 하계 올림픽을 앞두고 펼쳐진 국가대표 선발전에서 마지막 날 반드시 1위를 해야 리우행 티켓을 딸 수 있었던 장혜진은 극적으로 1위를 해 런던올림픽때와는 반대로 4위를 한 신인 강채영을 1점 차로 제치고 3위로 선발전을 통과해 리우데자네이루행 티켓을 잡으며 나이 30세에 처음으로 올림픽 무대를 밟게 됐다.
기보배, 최미선과 함께 단체전에서 금메달을 획득하여 8연패를 이루어냈고 개인전 16강에서는 조선민주주의인민공화국의 강은주를 상대로 승리했다. 그리고 준결승전에서 기보배에 승리하며 개인전 결승에 올랐고 결승전에서 금메달을 획득하며 올림픽 2관왕을 달성했다.
2022년에 현역에서 은퇴했고 현재 한국토지주택공사에서 차장급 직원으로 일하고 있다.

## 수상

### 수훈
- 체육훈장 청룡장(2024년 11월 12일)

## 학력
- 대구대남초등학교 졸업
- 경암중학교 졸업
- 대구체육고등학교 졸업
- 계명대학교 체육대학 체육학부 학사 졸업 (06학번/2006년)

## 같이 보기
- 대한민국 양궁 선수 목록